# Distretto di Bornova

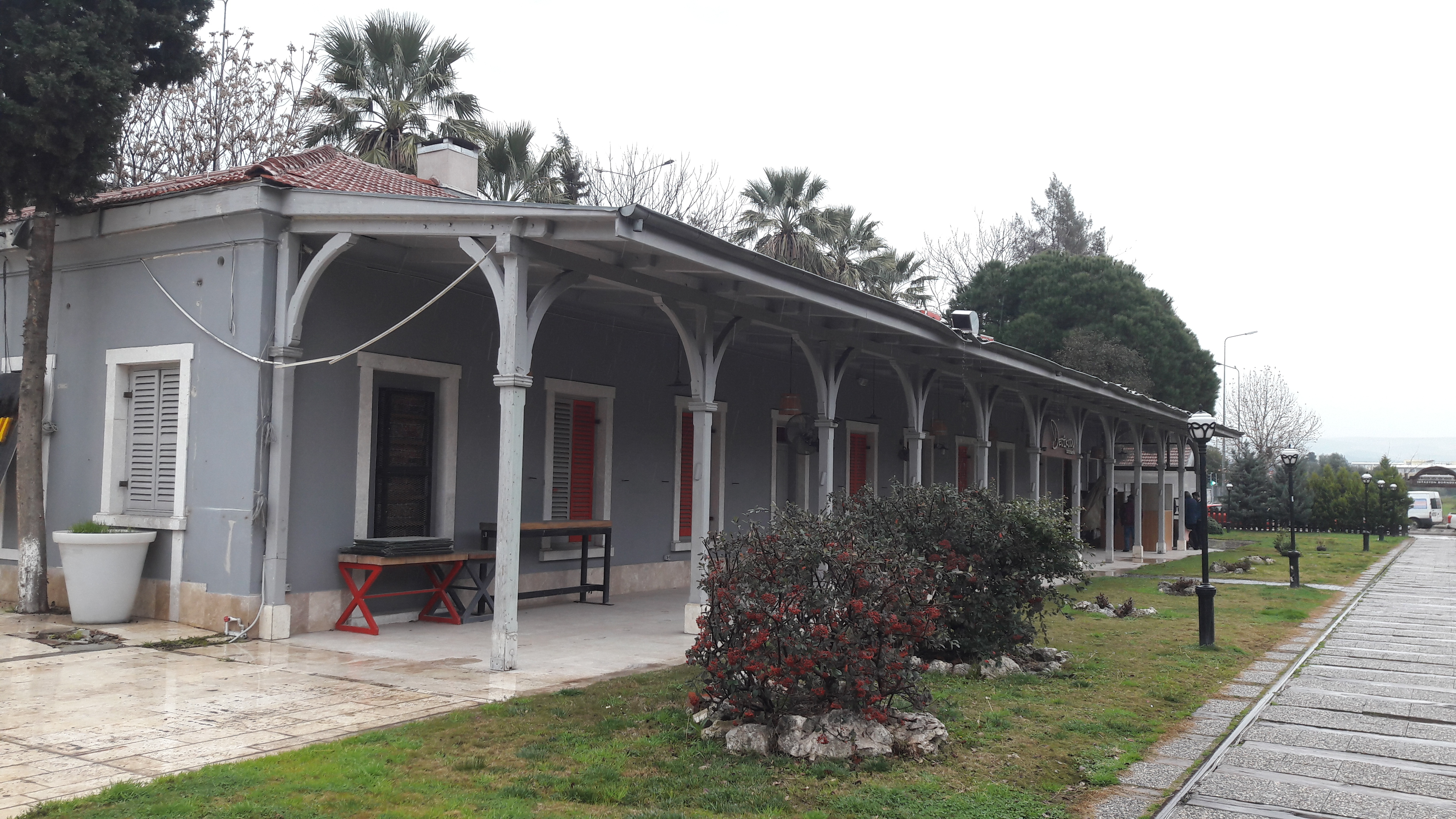
Old Bornova train station

Il distretto di Bornova (in turco Bornova ilçesi) è uno dei distretti della provincia di Smirne, in Turchia, è il terzo distretto più popolato della provincia.